# Lorenzo di Las Plassas
Lorenzo di Las Plassas, all'anagrafe Andrea Lorenzo Ingarao Zapata di Las Plassas (Roma, 8 ottobre 1965), è un giornalista e conduttore televisivo italiano, presentatore ed inviato del canale notiziario italiano RaiNews24.

## Biografia

### Studi
Ha conseguito la maturità classica presso il liceo Marcantonio Colonna di Roma, per poi laurearsi in Economia e Commercio nel 1991 presso la Sapienza - Università di Roma  con 110 e lode.
Ha successivamente conseguito il master in “International Politics" ed "International Business” presso l'Università di New York nel 1992 e il master in giornalismo radiotelevisivo presso la SGRT di Perugia nel 1994.

### Carriera lavorativa
Durante la propria permanenza a New York ha lavorato presso la RCS come assistente personale di Oriana Fallaci, nonché per il dipartimento ONG dell'Organizzazione delle Nazioni Unite (ove si è occupato della selezione delle associazioni idonee all'ammissione al ruolo di consulenti dell'ONU). Nel 1995 si è iscritto all'ordine dei giornalisti e nel biennio 1995-1996 ha lavorato per Euronews, il canale televisivo notiziario pan-europeo, per poi passare a Rai Internazionale, per la quale si è occupato di cinema.
Nel 1999 - sotto la guida di Roberto Morrione, primo direttore di quella testata - ha fatto parte del gruppo dei giornalisti fondatori del canale RaiNews24. Per la rete notiziaria della Rai ha ideato e condotto le rubriche Shownet (dedicata a cinema e spettacolo), Orizzonti (informazione scientifica) e Imago (arte contemporanea).
Con la qualifica di inviato ha seguito per RaiNews24 i principali eventi italiani e internazionali di cinema e di arte. Come conduttore, conduce le edizioni del notiziario del mattino e la rassegna stampa. Gli ambiti di cui si occupa sono soprattutto politica internazionale, cinema e tematiche sociali.

### Altre informazioni personali
Il giornalista è nipote diretto di un fratello dell'ultima baronessa Zapata. Insieme al padre, dopo aver ereditato dalla zia i beni provenienti dal marito di questa, il barone (detto marchese) Lorenzo Zapata, ne ha aggiunto il cognome, completo del predicato nobiliare. Il giornalista stesso ha vissuto nel palazzo Zapata di Cagliari e in quello omonimo di Barumini (che è stato poi trasformato nel museo Casa Zapata). L'archivio storico della famiglia Zapata, attualmente (2014) di sua proprietà, con più di 13.000 tra documenti e pergamene è tra i più importanti archivi storici privati sardi.
Nel 2020 pubblica per Baldini+Castoldi il romanzo Lascia parlare il vento.